# Lucas Serme
Lucas Serme (Créteil, 25 febbraio 1992) è un giocatore di squash francese.

## Carriera
Serme ha conquistato il suo primo titolo PSA World Tour all'Imet Open nel 2010. Nel novembre 2014 ha raggiunto per la prima volta la top 50 del mondo.
Il francese ha raggiunto il suo miglior ranking nell'ottobre 2018 della carriera raggiungendo la posizione numero 32 del mondo, grazie a delle ottime prestazioni all'inizio della stagione.
È il fratello minore di Camille Serme, ex giocatrice professionista di squash.